# Arita (bướm nhảy)
Arita là một chi bướm ngày thuộc họ Bướm nâu.

## Các loài
- Arita arita
- Arita musa
- Arita serra